# 随県
随県（ずい-けん）は中華人民共和国湖北省随州市に位置する県。2009年5月に曽都区から分離して設立された。

## 歴史
- 2021年8月11日 - 集中豪雨により水害が発生。死者21、行方不明者4人。家屋など2700戸以上が浸水、損壊した[1]。

## 行政区画
- 鎮:厲山鎮、高城鎮、殷店鎮、草店鎮、小林鎮、淮河鎮、万和鎮、尚市鎮、唐県鎮、呉山鎮、新街鎮、安居鎮、澴潭鎮、洪山鎮、長崗鎮、三里崗鎮、柳林鎮、均川鎮、万福店鎮